# Moros y cristianos (pel·lícula)
Moros y cristianos és una pel·lícula còmica espanyola de 1987, dirigida per Luis García Berlanga. El guió va ser escrit per Berlanga en col·laboració amb Rafael Azcona, essent aquesta la darrera col·laboració entre tots dos. Els exteriors van ser rodats a Xixona (l'Alacantí).

## Argument
Una família de Xixona, propietària d'una fàbrica de torrons, es desplaça a Madrid per promocionar els seus productes en una fira gastronòmica. Esta decisió la prenen contra l'opinió del patriarca de la família i creador de l'empresa, en Fernando Planchadell, que, fidel als seus principis, es resisteix a tota innovació.

## Repartiment
- Fernando Fernán Gómez: Don Fernando
- Agustín González: Agustín
- Rosa Maria Sardà: Cuqui Planchadell
- José Luis López Vázquez: Jacinto López
- Pedro Ruiz Céspedes: Pepe
- Andrés Pajares: Marcial
- Verónica Forqué: Monique
- María Luisa Ponte: Marcella
- Chus Lampreave: Antonia
- Luis Escobar: Fray Félix
- Antonio Resines: Olivares

## Premis i candidatures

### Premis Goya
| Categoria                | Persona                            | Resultat   |
| ------------------------ | ---------------------------------- | ---------- |
| Millor actriu secundària | Verónica Forqué                    | Guanyadora |
| Millor actor secundari   | Agustín González                   | Candidat   |
| Millor actor secundari   | Pedro Ruiz                         | Candidat   |
| Millor guió original     | Luis García Berlanga Rafael Azcona | Candidats  |